# تونی ابوت (نویسنده)

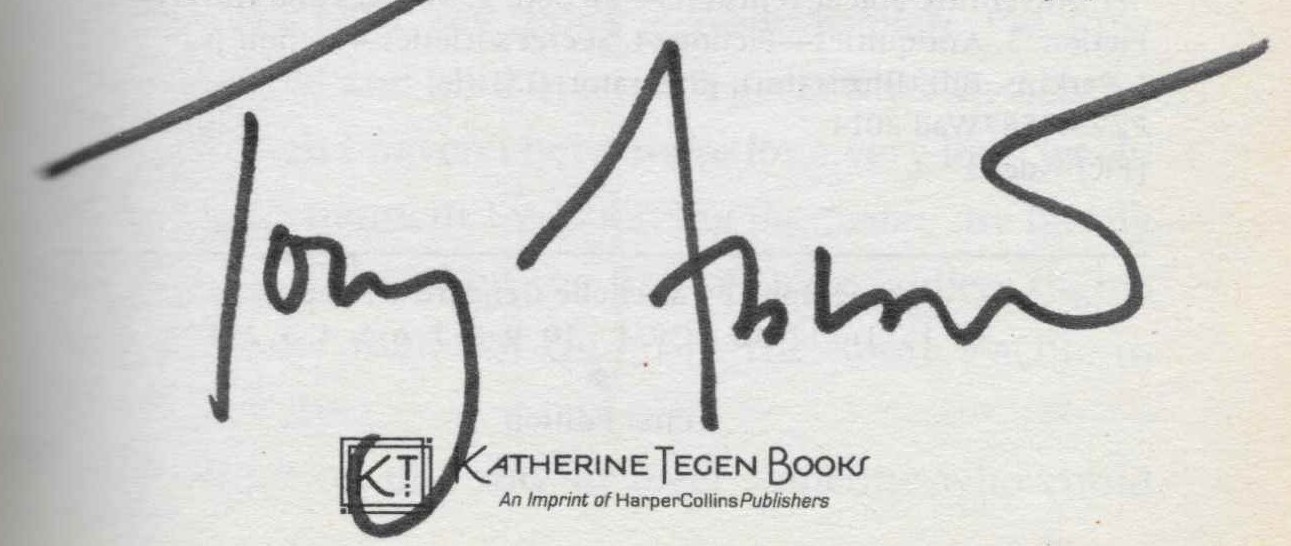
نگاره‌ای از امضای تونی ابوت - ۲۰۲۰

تونی ابوت (انگلیسی: Tony Abbott) نویسنده آمریکایی است.